# فندق فلسطين (الإسكندرية)
فندق فلسطين أو فندق هلنان فلسطين هو فندق مصري من فئة الخمسة نجوم، يقع في قصر المنتزه بمدينة الإسكندرية على ساحل البحر الأبيض المتوسط، تمتلكه الشركة المصرية العامة للسياحة والفنادق - إيجوث إحدى شركات وزارة قطاع الأعمال العام في مصر، وتُشغله شركة هلنان الدولية للفنادق، يضم الفندق 239 غرفة، منها 14 جناحًا و204 غرف عادية، 6 كبائن على البحر، وشاطئ خاص.
يعود تاريخ إنشائه إلى سنة 1964 في عهد الرئيس المصري جمال عبد الناصر بغرض استقبال وإقامة الملوك والرؤساء العرب خلال مؤتمر القمة العربية 1964، وكان ملكًا لشركة نورهوتيل، والتي أُممت واندمجت في شركة الفنادق المصرية، والتي اندمجت كذلك في الشركة المصرية العامة للسياحة والفنادق - إيجوث سنة 1975.

## معرض الصور

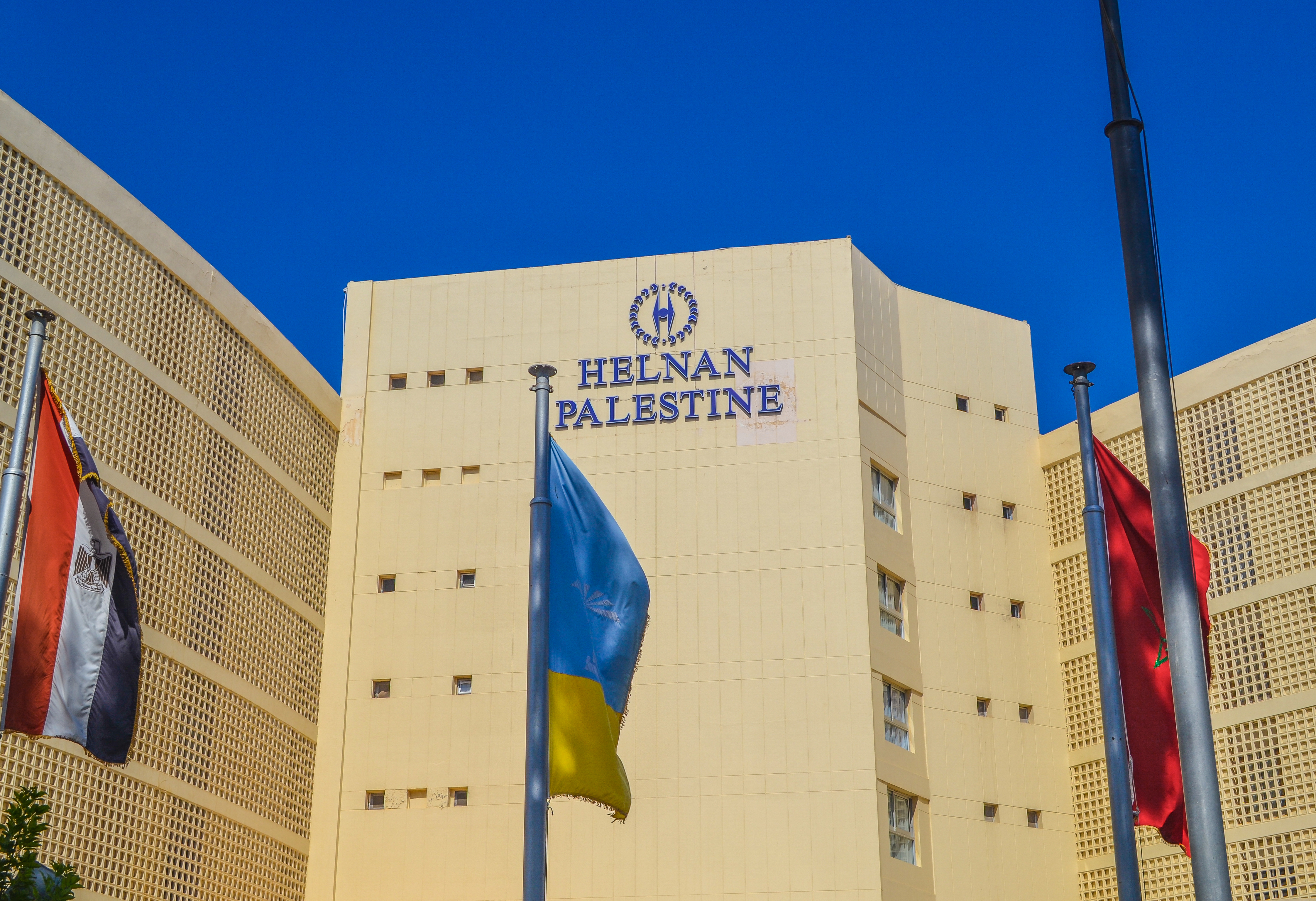
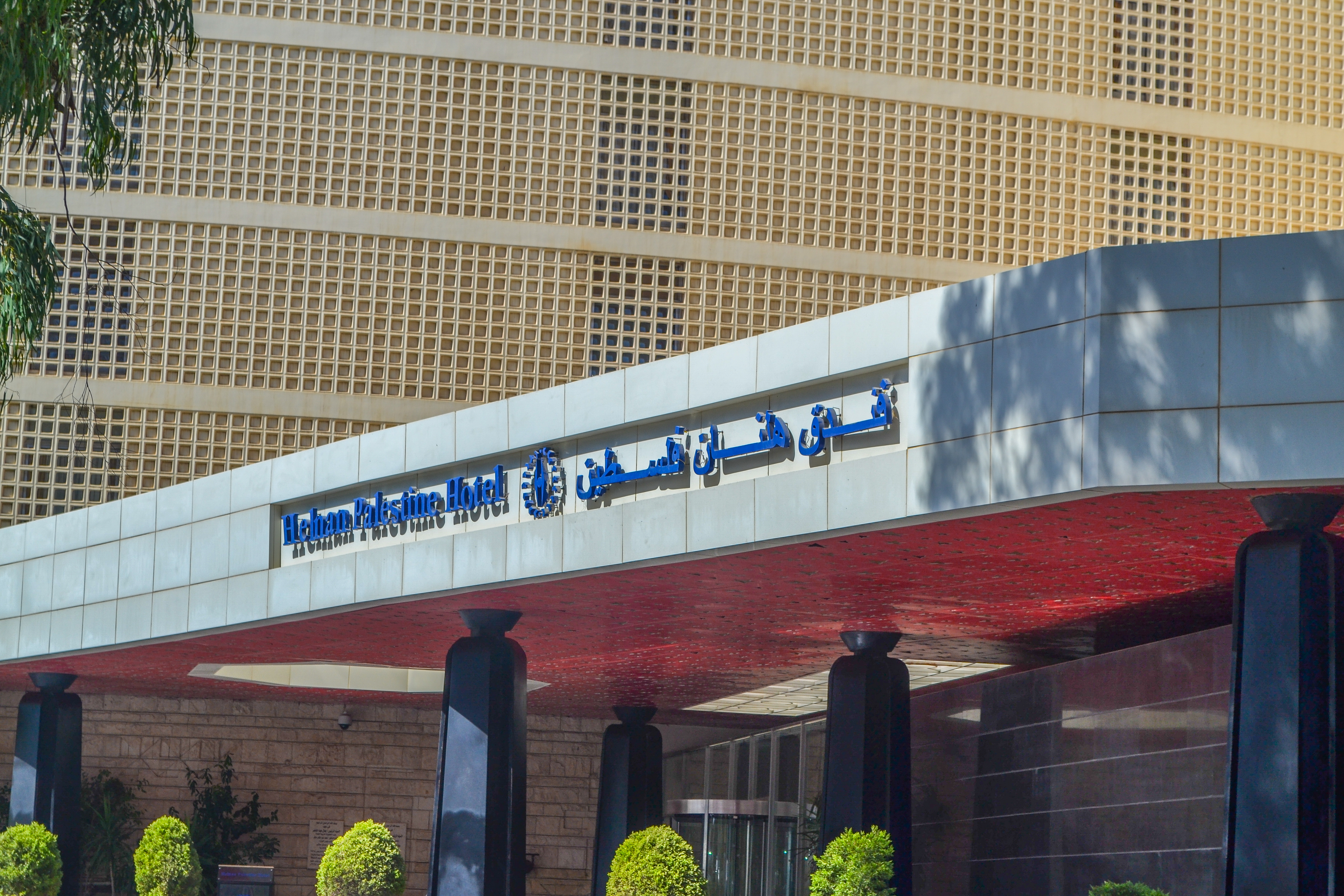
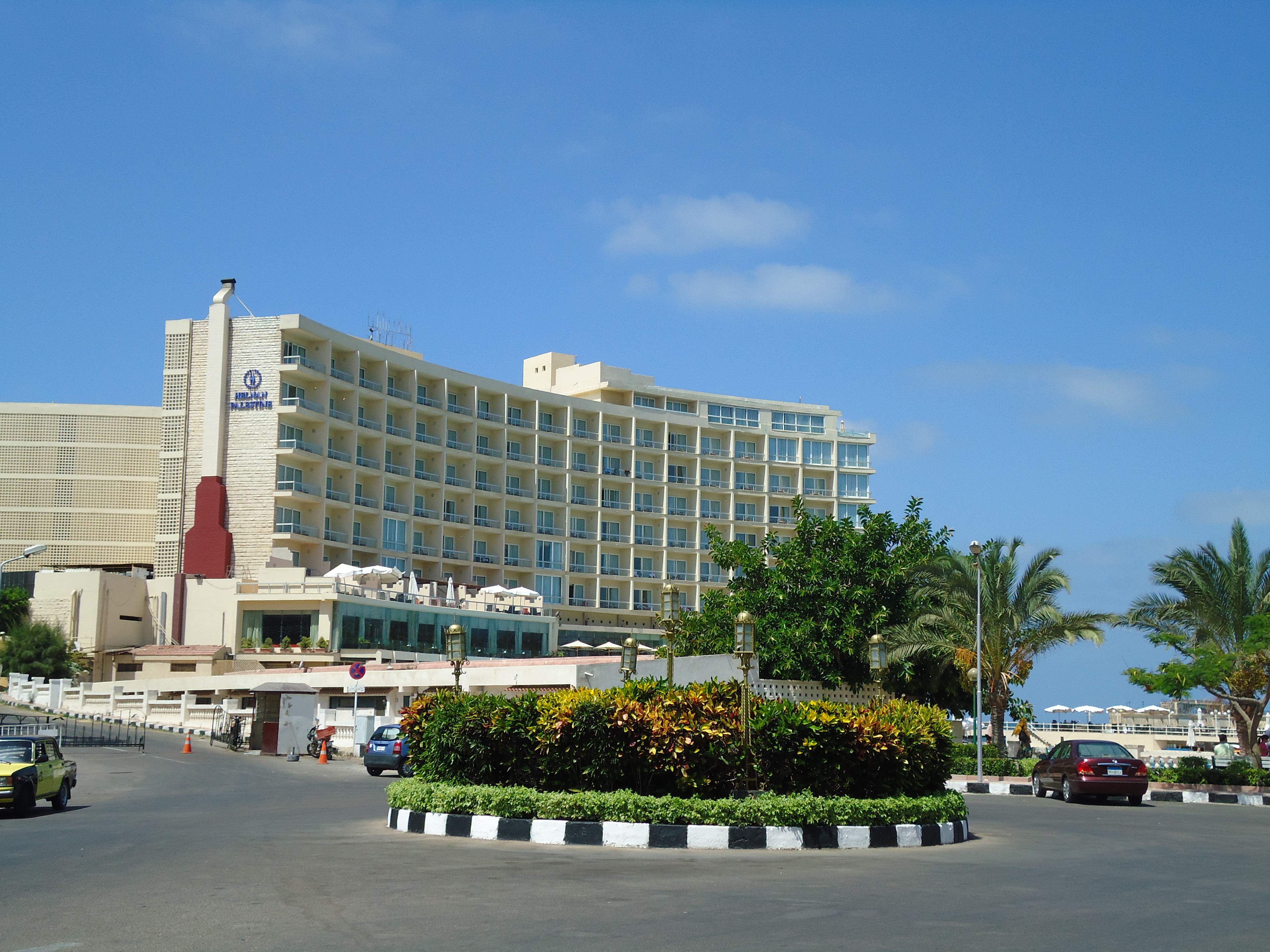
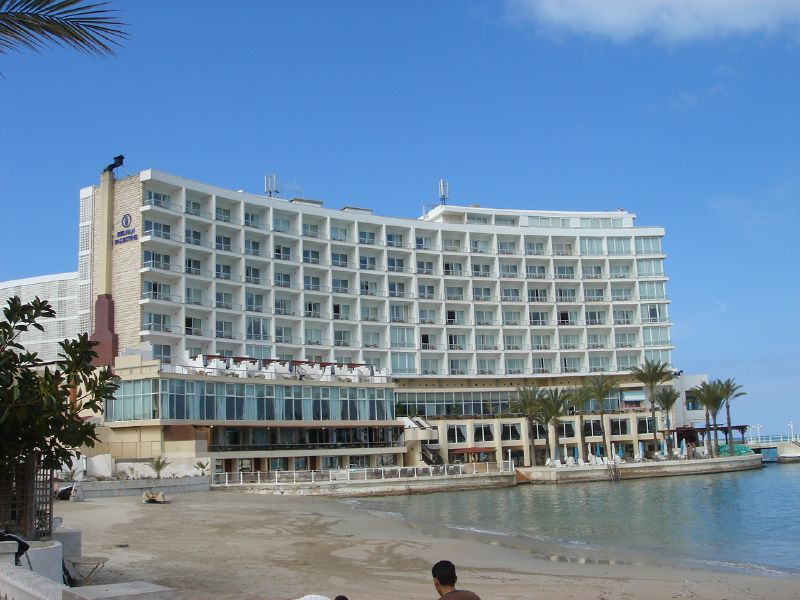

## وصلات خارجية
- الموقع الرسمي للفندق.